# محوطه برآفتاب ۲
محوطه برآفتاب ۲ مربوط به سده‌های میانه دوران‌های تاریخی پس از اسلام است و در شهرستان الیگودرز، بخش بشارت، دهستان پیشکوه ذلقی، ۱/۶ کیلومتری غرب روستای دره ماهی واقع شده و این اثر در تاریخ ۱۸ اسفند ۱۳۸۷ با شمارهٔ ثبت ۲۵۲۲۸ به‌عنوان یکی از آثار ملی ایران به ثبت رسیده است.